# 미타니촌 (시마네현)
미타니촌(三谷村)은 시마네현 오치군에 있던 촌이다. 현재의 가와모토정의 일부에 해당한다.